# Carl-Einar Häckner
Carl-Einar Häckner, tên khác là Charlie Häckner, (sinh ngày 08 tháng 10 năm 1969) là một nhà ảo thuật, diễn viên và diễn viên hài người Thụy Điển.

## Tiểu sử
Häckner được sinh ra ở Nol, Ale Municipality và lớn lên ở Gardsten, Angered (ngoại ô của Gothenburg). Ông đã nhanh chóng yêu thích môn ảo thuật trong suốt những năm thơ ấu của mình sau khi ông nhận được một bộ trò ảo thuật. Năm mười một tuổi, ông đã tổ chức thành công màn diễn đầu tiên của mình. Ông đã gặp gỡ với Max Milton - người sau này trở thành thầy dạy ảo thuật cho ông và có ảnh hưởng đến chỉ đạo nghệ thuật của mình.
Trong khi Häckner vẫn còn học trung học phổ thông, ông đã nghiên cứu rất sâu về kinh tế và khi ông kết thúc, ông bắt đầu sự nghiệp là một ảo thuật gia dưới cái tên Wic Mac.

## Sự nghiệp
Häckner biểu diễn cả ở Thụy Điển và ở nước ngoài. Anh đã biểu diễn trong một chương trình tạp kéo dài tại Liseberg ở Gothenburg, nơi diễn viên nhào lộn và các nghệ sĩ trên dây thường thực hiện. Chương trình này đã được tiến hành từ năm 1996.
Năm 1995 Häckner có một vai trong bộ phim Petri tårar và một vai trò dẫn trước khi Robert trong TV-series Herbert & Robert. Năm 2000 Häckner tham gia Galenskaparna och After Shaves trong Show diễn Jul Jul Jul
Trong khoảng thời gian tháng 10 năm 2009, Häckner đóng vai chính trong La Clique tại Roundhouse, Camden, London, nước Anh.
Tháng 12 năm 2010, Häckner trở lại Roundhouse, Camden như là một phần của chương trình solo Carl-Einar Häckner của mình: Big in Sweden. Ông cũng xuất hiện tại Melbourne International Comedy Festival năm 2013, và xuất hiện trên tờ báo Good News Week với một chiếc guitar sketch.